# Courtenay Mansel
Sir Courtenay Cecil Mansel, 13. Baronet (* 25. Februar 1880; † 4. Januar 1933) war ein britischer Adliger und Politiker, der einmal als Abgeordneter für das House of Commons gewählt wurde.

## Herkunft und Ausbildung
Courtenay Mansel entstammte einer Nebenlinie der alten walisischen Familie Mansel. Er war der älteste Sohn von Sir Richard Mansel, 12. Baronet und von dessen Frau Margaretta Bowen Jones. Mansel besuchte von 1893 bis 1898 die Harrow School. Danach studierte er am Middle Temple in London. Während des Ersten Weltkriegs diente er als Pilot im Rang eines Hauptmanns im Royal Flying Corps. Nach dem Krieg wurde er 1918 als Barrister am Middle Temple zugelassen.  

## Umstrittener Erbe des Titels
Beim Tod seines Vaters 1892 hatte er den 1622 in der Baronetage of England geschaffenen Titel Baronet, of Muddlescombe in the County of Carmarthen, geerbt, verzichtete aber auf diesen zugunsten seines Onkels Edward Mansel (1839–1908), des älteren Bruders seines Vaters. Dieser galt als illegitimer Sohn seines Großvaters, so dass ihm der Titel zunächst nicht zugesprochen worden war. Erst 1903 wurde die eheliche Geburt seines Onkels bestätigt, so dass dieser den Titel führen durfte. 
Beim kinderlosen Tod seines Onkels 1908 erbte Courtenay Mansel den Titel. Von seinem Vater hatte Mansel Maesycrugiau Manor in Carmarthenshire geerbt. Nachdem das Herrenhaus 1902 niedergebrannt war, ließ er es ab 1903 neu errichten. Den Weiterbau ließ er aber 1905 einstellen, so dass das Haus unvollendet blieb.

## Politische Tätigkeit
Bereits vor dem Ersten Weltkrieg galt Mansel bei Unterhauswahlen mehrfach als möglicher Kandidat der Liberal Party, doch letztlich wurde er für keinen Wahlbezirk nominiert. Bei der Unterhauswahl 1918 kandidierte er erfolglos im Wahlbezirk Coventry. Bei der Unterhauswahl 1922 kandidierte er für den Wahlkreis Penryn and Falmouth in Cornwall, wurde jedoch von Denis Shipwright, dem Kandidaten der Conservative Party geschlagen. Bereits 1923 kam es zu einer erneuten Unterhauswahl. Wieder trat Mansel im Wahlbezirk Penryn and Falmouth gegen Shipwright an. Da die Labour Party auf einen eigenen Kandidaten verzichtete, konnte Mansel mit einer knappen Mehrheit den Wahlbezirk gewinnen. Bei der nächsten Unterhauswahl 1924 stellte die Labour Party für Penryn and Falmouth wieder einen eigenen Kandidaten auf, so dass Mansel sein Mandat gegen George Pilcher, den neuen Kandidaten den Conservative Party verlor. Zusammen mit Alfred Mond wechselte Mansel 1926 von der Liberal Party zur Conservative Party. Als Mond 1928 als 1. Baron Melchett Mitglied des House of Lords wurde, kam es in Carmarthenshire zu einer Nachwahl. Mansel trat für Conservative Party an, wurde aber klar geschlagen. Bei der Unterhauswahl 1929 kandidierte er als Kandidat der Conservative Party für das Mandat der University of Wales, der jedoch klar von Ernest Evans, dem Kandidaten der Liberal Party gewonnen wurde. Bei der Unterhauswahl 1931 kandidierte Mansel nicht erneut.
Neben seinen Kandidaturen für das House of Commons diente Mansel als Friedensrichter für Carmarthenshire und Cardiganshire. Er starb überraschend mit 52 Jahren.

## Familie und Nachkommen
Mansel hatte am 2. Oktober 1906 Mary Littlewood, eine Tochter von Frederick Littlewood geheiratet. Mit ihr hatte er drei Söhne und sieben Töchter. Nach seinem Tod erbte sein ältester Sohn John Philip Ferdinand Mansel (1910–1947) seinen Titel.

## Tätigkeit als Autor
Mansel verfasste zwei Gedichtbände:
- The Masque of King Charles VI and other Poems. John Ouseley, London 1912
- The South Wind. Allen & Unwin, London 1923